# 혜순궁주 이씨
혜순궁주 이씨(惠順宮主 李氏, ? ~ 1438년 4월 8일(음력 3월 5일)))는 이운로(李云老)의 딸로서, 조선 3대 국왕 태종(1367 ~ 1422)의 간택 후궁이다. 본관은 고성(固城)이다.

## 생애
1422년 왕위에서 물러나 태상왕이 된 태종은 이직(李稷)의 딸과 함께, 과부가 된 이운로(李云老)의 딸을 후궁으로 삼았고, 이씨는 태종 사후(死後), 세종 4년(1422)년 9월 혜순궁주(惠順宮主)로 봉해졌다.